# Програмна музика
Програмна музика e термин в музикознанието, с който се обозначават творби, които се отличават от съществуващите и утвърдени музикални форми (соната, симфония, сюита и др.).
Като ярки примери за програмна музика могат да се посочат „Фантастичната симфония“ на Хектор Берлиоз, „Картини от една изложба“ на Модест Мусоргски, „Пер Гинт“ на Едвард Григ, „Матис - художникът” на Паул Хиндемит и др. Общото при тези произведения е, че те не се съобразяват с някоя утвърдена музикална форма, а създават своя собствена, в рамките на самото музикално произведение. Така например „Фантастичната симфония“ на Берлиоз не се вписва в музикалната форма, наречена „симфония“, а създава цикъл, който е подчинен на сюжета. Именно сюжетът, преобразен в музика, стои в основата на програмните произведения.
В разноезичните музиковедски среди обикновено в понятието се влага различен смисъл, същото се отнася и до конкретните музиковеди, които имат различни интерпретации. Някои музиковеди причисляват към програмната музика например религиозните произведения (пасионите на Бах, „Реквием“ и месите на Моцарт). В краен случай дори оперните творби се възприемат като „програмни“.